# Salmi (Kiruna)
Salmi (ook wel Tjalma, Talma of Tjalme) is een dorp binnen de Zweedse gemeente Kiruna. Het ligt op een landtong in het Torneträsk. Salmi is via de gewone weg niet bereikbaar.
Bestuurscentrum: Kiruna (Tätort)
Tätort: Jukkasjärvi · Karesuando · Kuttainen · Övre Soppero · Svappavaara · Vittangi
Småort: Abisko · Idivuoma · Kauppinen · Kurravaara · Lannavaara · Laxforsen · Masugnsbyn · Mertajärvi · Närvä · Paksuniemi · Piksinranta · Saivomuotka
Overig: Alalahti · Alttajärvi · Årosjåkk · Björkliden · Holmajärvi · Jänkänalusta · Kaalasjärvi · Kalixfors · Kattuvuoma · Käyrävuopio · Krokvik · Kuoksu · Lainio · Laukkusluspa · Luongaslompolo · Maunu · Merasjärvi · Nedre Soppero · Nurmasuanto · Paittasjärvi · Parakka · Piilijärvi · Pirttivuopio · Poikkijärvi · Puoltsa · Rautas · Rensjön · Salmi · Silkkimuotka · Stenbacken · Suijajärvi · Torneträsk · Tuolluvaara · Vassijaure · Viikusjärvi · Vittangi · Vivungi